# ロシア・ツァーリ国

ロシア・ツァーリ国
Русское царство (ロシア語)

ロシアの領土の推移
     1500年       1600年      1689年

ロシア・ツァーリ国（ロシア・ツァーリこく、ロシア語: Царство Русское）は、1547年にイヴァン4世がツァーリの称号を帯びて以後、1721年にピョートル1世がロシア帝国の建国を宣言するまで用いられていたロシア国家の公称である、とする説に基づいた名称のことである。

## 国名について
西ヨーロッパでは同国をモスクワ・ロシアまたはモスコヴィアなどと呼んだが、これらの呼称は本来、前身であるモスクワ大公国を指す国称であった。
一部の研究者たちはロシアの正式な国称が採用されず、西側諸国で「モスクワ」と呼ぶのが一般化したのは、ライバル関係にあったポーランドの政治的利害関心が原因だと指摘しているが、モスクワ・ツァーリ国家という国称はロシアの歴史家の間で頻繁に使用され、ロシア人たちにも広く認められている。
一方、日本ではこの呼び名はあまり使われておらず、単にロシアと書かれたり、モスクワ大公国、モスクワ国家、ロシア帝国と書かれることが多い。その他、ロシア皇国、モスクワ皇国などの翻訳があるが、使用例は限られている。書籍や教科書ではロシア国と書かれることもある。

## 16世紀

### 東ローマ帝国の遺産
16世紀までに、ロシアの統治者は強権を振るう専制的な絶対君主、「ツァーリ」（カエサル（英語名・シーザー）の意味）へと成長した。これはのちの西ヨーロッパにおける絶対王政、イギリスのエリザベス1世（女王）や「太陽王」と呼ばれたフランスのルイ14世などより早い。イワン3世は最後の東ローマ帝国（当時の人々は「ローマ帝国」と呼んでいた。のちの別名・ビザンティン帝国（ビザンツ帝国））の皇帝・コンスタンチヌス11世の弟の娘であるゾエ・パレオロギナ（ロシア名・ソフィア）と結婚した。その結果モスクワ大公国（ロシア帝国）は、東ローマ帝国の称号・儀式・使用語彙・現在もロシアの国章に継承されている「双頭の鷲」の紋章などを継承して、オスマン帝国に滅ぼされたばかりの東ローマ帝国の後継国家となった。

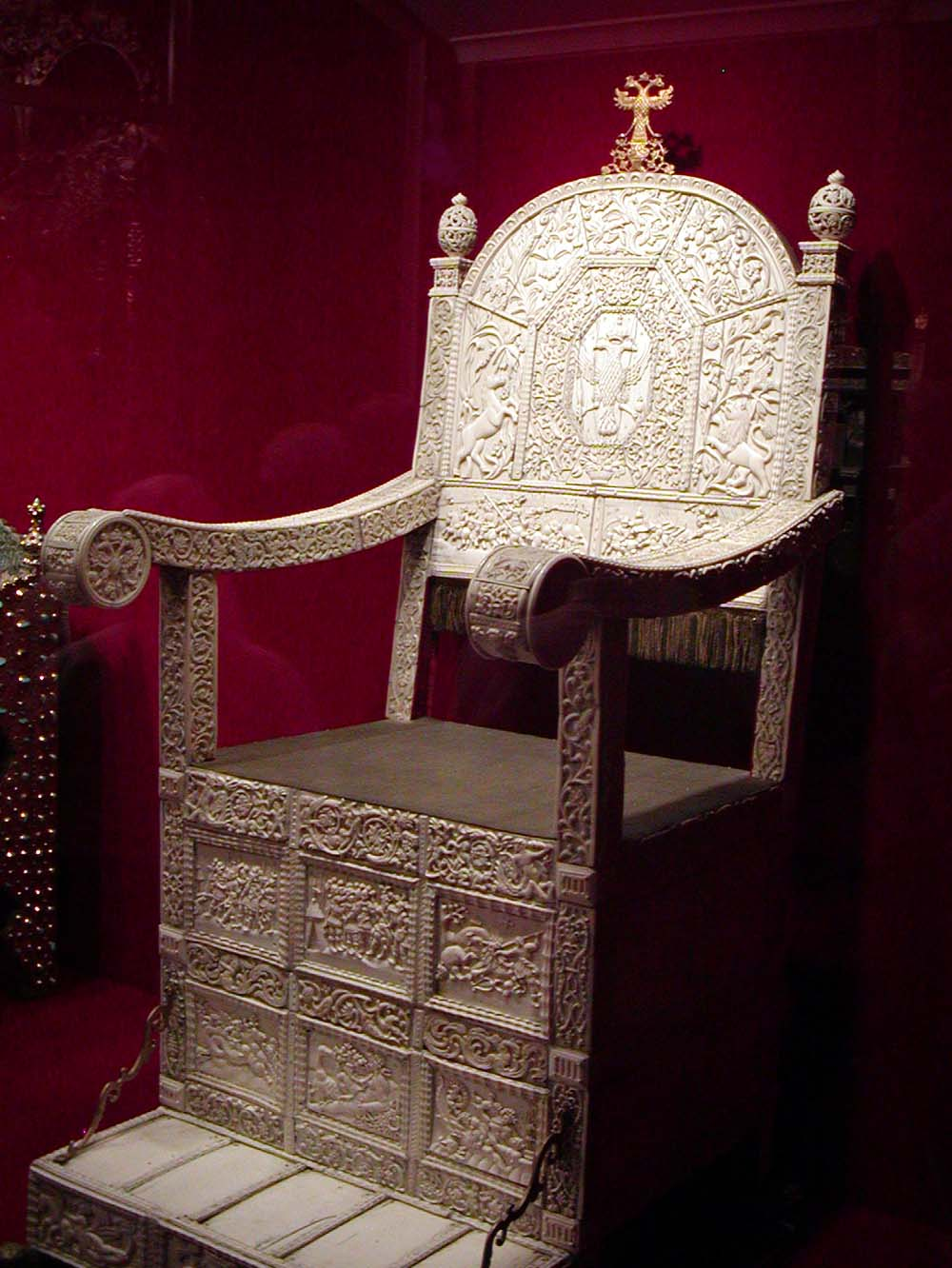
イヴァン4世の象牙の玉座

さらにロシア帝国のイヴァン4世も「ツァーリ」（皇帝）として戴冠し、キリスト教の正統派である東方教会、すなわち正教会（ハリストス教会）から、キリスト教世界の東方（東ヨーロッパ）における「唯一の皇帝」だと認められた（キリスト教の東西分裂（ギリシャとローマの分裂は1054年）。ロシア帝国はキリスト教世界の西方（西ヨーロッパ）における「唯一の皇帝」が存在する帝国、神聖ローマ帝国（ドイツ帝国）と共に、かつてキリスト教世界の中心であったローマ帝国および神聖ローマ帝国の後継国家「第三のローマ」となった。

### イヴァン4世の治世初期
ツァーリの独裁権力の拡大はイヴァン4世の治世に絶頂期を迎え、彼は雷帝として歴史に名を残すことになった。イヴァンはツァーリの地位をかつてないほどに高め、精神的に不安定でありながら無制限の権力を握るという危険を冒すことになった。知的かつ精力的な人物ではあったが、イヴァンは被害妄想や鬱病の発作に苦しめられ、その統治方針も極端な暴力によって解決するタイプのものだった。
イヴァン4世がモスクワの大公の座についたのは1533年、3歳の時だった。シュイスキー家やベリスキー家（en）などの大貴族（ボヤーレ）が摂政の座を巡って熾烈（しれつ）な派閥争いを繰り広げ、この状態はイヴァンが1547年にツァーリとなるまで続いた。モスクワ国家の帝国志向を反映して、イヴァンのツァーリとしての戴冠式はビザンツ皇帝のそれをモデルにした手の込んだ儀式となった。大貴族を抑え、「選抜会議（側近会議）｣や小世襲領主アレクセイ・アダーシェフを初めとする一群の中央官庁（プリカーズ）官僚の補佐を受けながら、イヴァンは治世の始まりに一連の優れた改革を行った。1550年代に、イヴァンは新しい法典を公布し（『新法令集』『百章』）、軍隊を改良し（門地争いの禁止、『勤務に関する法令』、ストレリツィ銃砲隊の創出）、地方統治機関を再組織した。これらの改革は間違いなく恒常的な戦争に対応するための強国化政策であった。

### イヴァン4世の外交政策

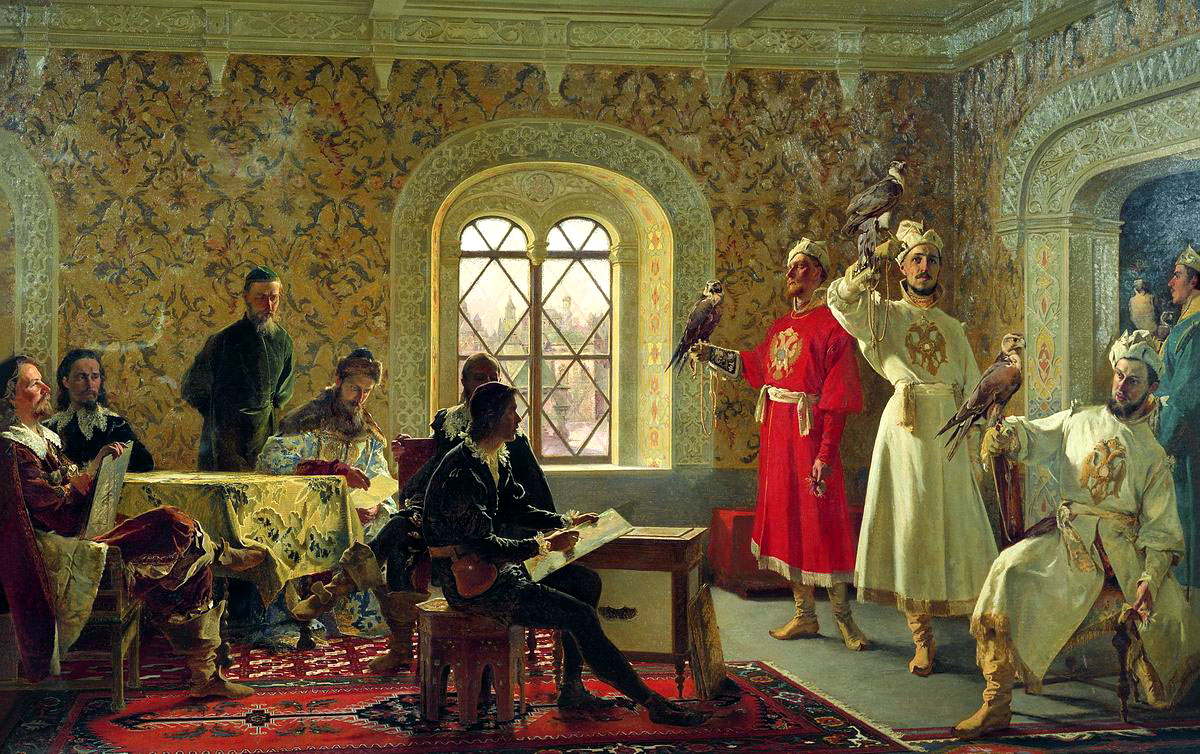
アレクサンドル・リトフチェンコ「ツァーリ・アレクセイの鷹をスケッチするイタリア人使節」

オーストリアのジギスムント・フォン・ヘルベルシュタイン男爵が『モスクワの諸事に関する記述』を1549年に出版するまで、西ヨーロッパ人にとって、ロシアは非常に謎の多い社会だった。この書物は、滅多に訪ねられず記述されることもない国について、ある程度の知識と理解をもたらした。さらに詳しい情報はイングランドとオランダの商人たちによってもたらされた。
彼らのうちの一人であるリチャード・チャンセラーは1553年に北東航路を航海して白海のアルハンゲリスクに至り、モスクワに上陸した。彼はイングランドに戻った後、セバスティアン・カボット、ヒュー・ウィロビーおよび数人のロンドン商人たちと一緒にモスクワ会社を設立した。イヴァン4世は彼ら商人をエリザベス1世との往復書簡を交わすのに利用していた。
1530年代から1540年代にかけては国内が混乱をきたしていたが、ロシアは戦争と国家拡張を進めた。イヴァンは1552年にヴォルガ川中流域にあるカザン・ハン国を攻めてこれを併合し（ロシア・カザン戦争）、1556年にヴォルガ川がカスピ海に流れ込む辺りにあったアストラハン・ハン国を滅ぼした。これらの国・地域を支配下においたことで、ロシアは現在に至る多民族・多宗教の国家へと変貌した。ツァーリは今やヴォルガ川流域全域に支配を及ぼし、中央アジアへの足がかりを得た。
北西部のバルト海海域への拡張はより困難な道であった。1558年、リヴォニアに攻め込んだイヴァンは、その後25年もの歳月をポーランド・リトアニア共和国、スウェーデンおよびデンマークとの戦争に費やすことになった（リヴォニア戦争）。一時的な優勢も空しく、イヴァンの軍勢は押し戻され、ロシアはバルト海における覇権を獲得することに失敗した。
ロシアの軍事的関心がリヴォニアに集中していることを利用し、1571年にクリミアの支配者デヴレト・ギレイ（en）は12万人もの騎兵を率いて繰り返しモスクワを攻撃し（ロシア・クリミア戦争、モスクワ大火 (1571年)）、1572年のモロディの戦いまでロシアへの攻撃は続いた。さらに続く数十年にわたって、南部の国境地帯はノガイ・オルダおよびクリミア・ハン国の掠奪を受け、地域住民たちが連行されて彼らの奴隷にされた。南部の防衛線（ザセチナヤ・チェルタ）の管理・警備には年間数万人の兵士の配備を要し、この負担はロシアを消耗させて社会的・経済的発展を阻害していた。

### イヴァン4世のオプリーチニナ

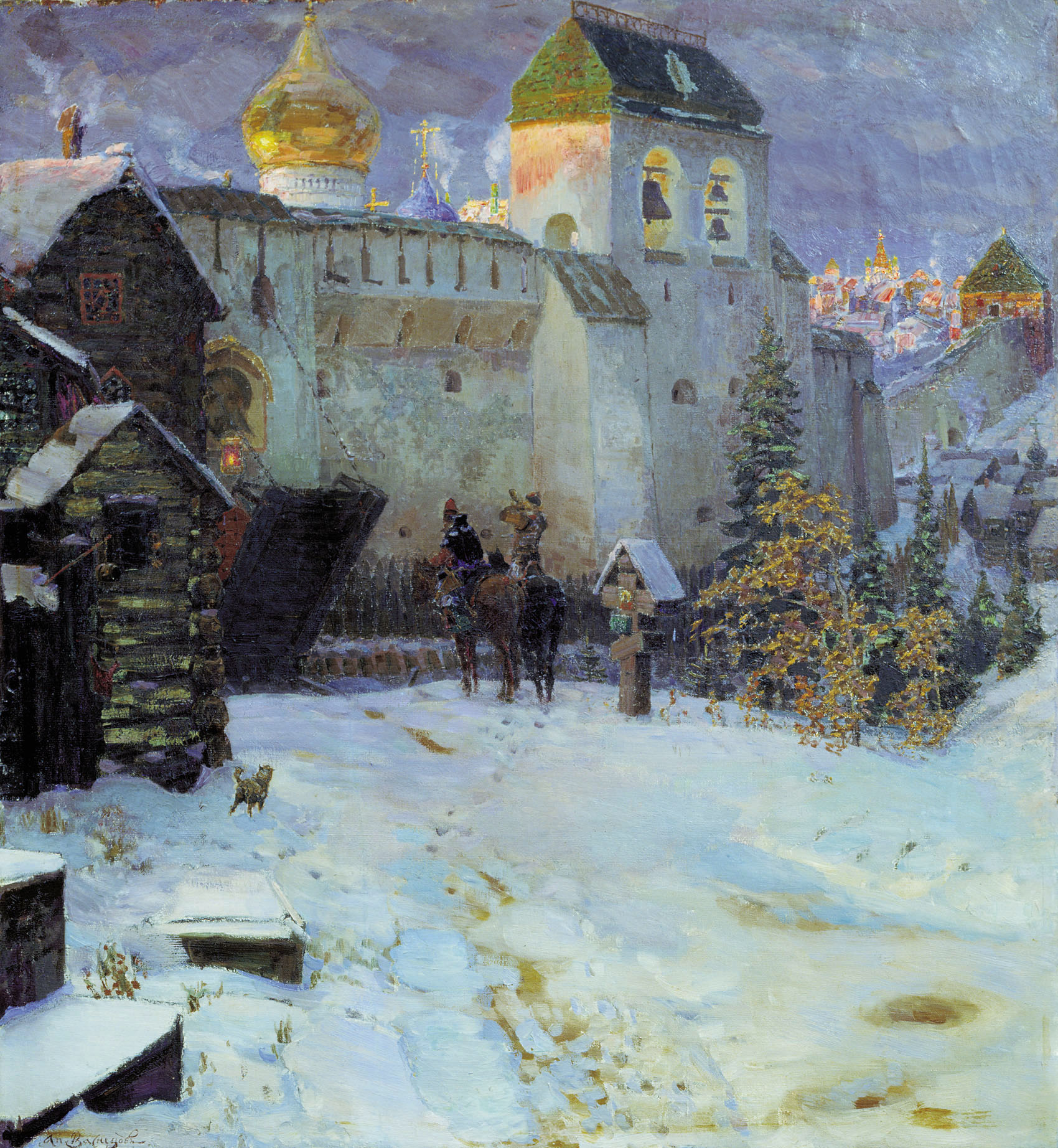
アポリナリー・ヴァスネツォフ「ロシアの古い町」

1550年代後半になると、イヴァンは自分の助言者であった政府や大貴族に対して敵意を募らせていった。歴史家たちは彼の憤怒の原因について、それが政治的対立、個人的憎悪、精神的不安定のいずれによるものなのかを決められないでいる。1565年、ツァーリは国家を、彼の私的な領地（オプリーチニナ）と、公的な国土（ゼームシチナ, Земщина）の二つに分割した。イヴァンは自分の私的領地にロシアで最も豊かで重要な地域を組み込んだ。イヴァンの怒りはボヤーレ、商人、さらには平民、聖職者にまで向けられ、ある者はその場で処刑され、ある者は土地や財産を没収された。ロシアではテロに覆われた10年間が始まり、それはノヴゴロド大虐殺（1570年）において頂点に達した。
オプリーチニナでの政策により、イヴァンは各地域で指導的な地位にあるボヤーレ家門がもつ経済的、社会的影響力を破壊していったが、彼らこそはロシアの強国化を支え、最も国家の管理・運営能力を備えた人々であった。交易は衰え、農奴たちは重税と暴力の脅威にさらされてロシアから逃亡するようになった。農民たちの移動の自由（農民は聖ユーリーの日前後だけ、領主からの移動を許された）に制限をもうけて彼らを縛ることにより、ロシアの農村社会は法制化された農奴制へと近づいていった。1572年、イヴァンはついにオプリーチニナ体制を放棄した。
通説によれば、オプリーチニナ体制は戦争への人的・物的資源の動員と、戦争反対の声を押さえつけることを目的としていた。このような理由であれ、イヴァンの国外・国内政策はロシアを荒廃させ、スムータ（大動乱、1598年 - 1613年）と呼ばれる社会紛争と内戦を引き起こすことになった。

### ボリス・ゴドゥノフ

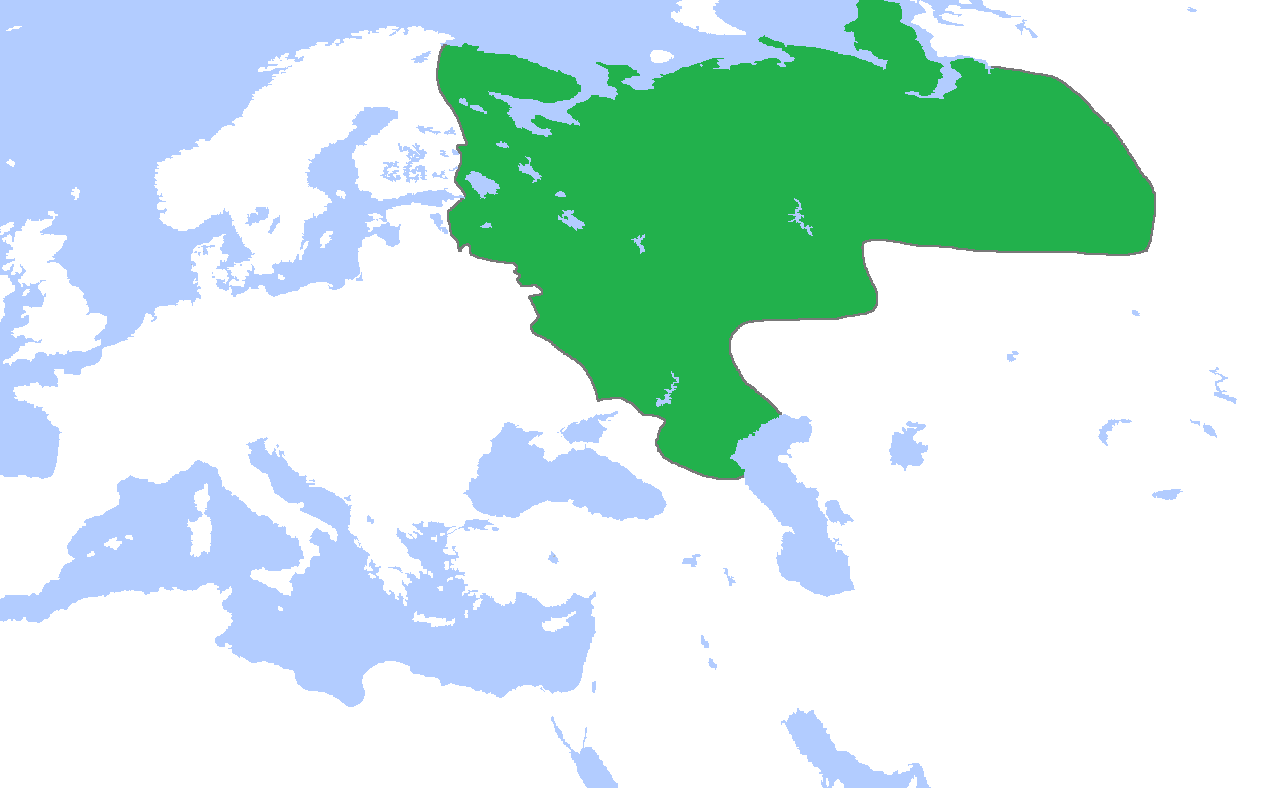
東に拡大するロシア（1600年頃）

1584年にイヴァン4世の後継者となったのは、知的障害のある息子フョードル1世だった。事実上の政治権力はツァーリの妻の兄である大貴族ボリス・ゴドゥノフの手に渡った（ボリスは農民が年に1度だけ移動の自由を与えられて仕える領主を変えられる聖ユーリーの日を廃止したと信じられている）。1589年、モスクワ総主教座を設置。総主教座の創設はロシア正教会の分離と完全独立を目指す運動が、頂点に達したことを示していた。1590年のロシア・スウェーデン戦争でフィンランド湾沿岸部を回復した。
イェルマークの敗死（1585年）後、再び西シベリアへの進出を再開し、1598年にシビル・ハン国を滅亡させた（シビル・ハン国攻略）。
1598年にフョードル1世が後継者を残さずに死去し、モスクワのリューリク朝は断絶した。ボリス・ゴドゥノフはボヤーレ、高位聖職者、一般人からなる国家議会ゼムスキー・ソボルを招集し、自身をツァーリに選出させたが、多くのボヤーレ派閥が彼のツァーリ即位への承認を拒んだ。また大規模な収穫不足がロシア大飢饉（1601年 - 1603年）を引き起こし、ロシア社会に不満が鬱積する中で、1591年に死んだはずのイヴァン4世のもう一人の息子ドミトリーを名乗る男が現れた。後に偽ドミトリー1世として知られることになるこの僭称者は、ポーランドの支援を受けてロシアに攻め込み、進軍するうちにボヤーレやその他の勢力からの支持を得るようになった。歴史家は、1605年にゴドゥノフが死ななければこの危機を乗り越えることが出来ただろうと考えている。

## 大動乱

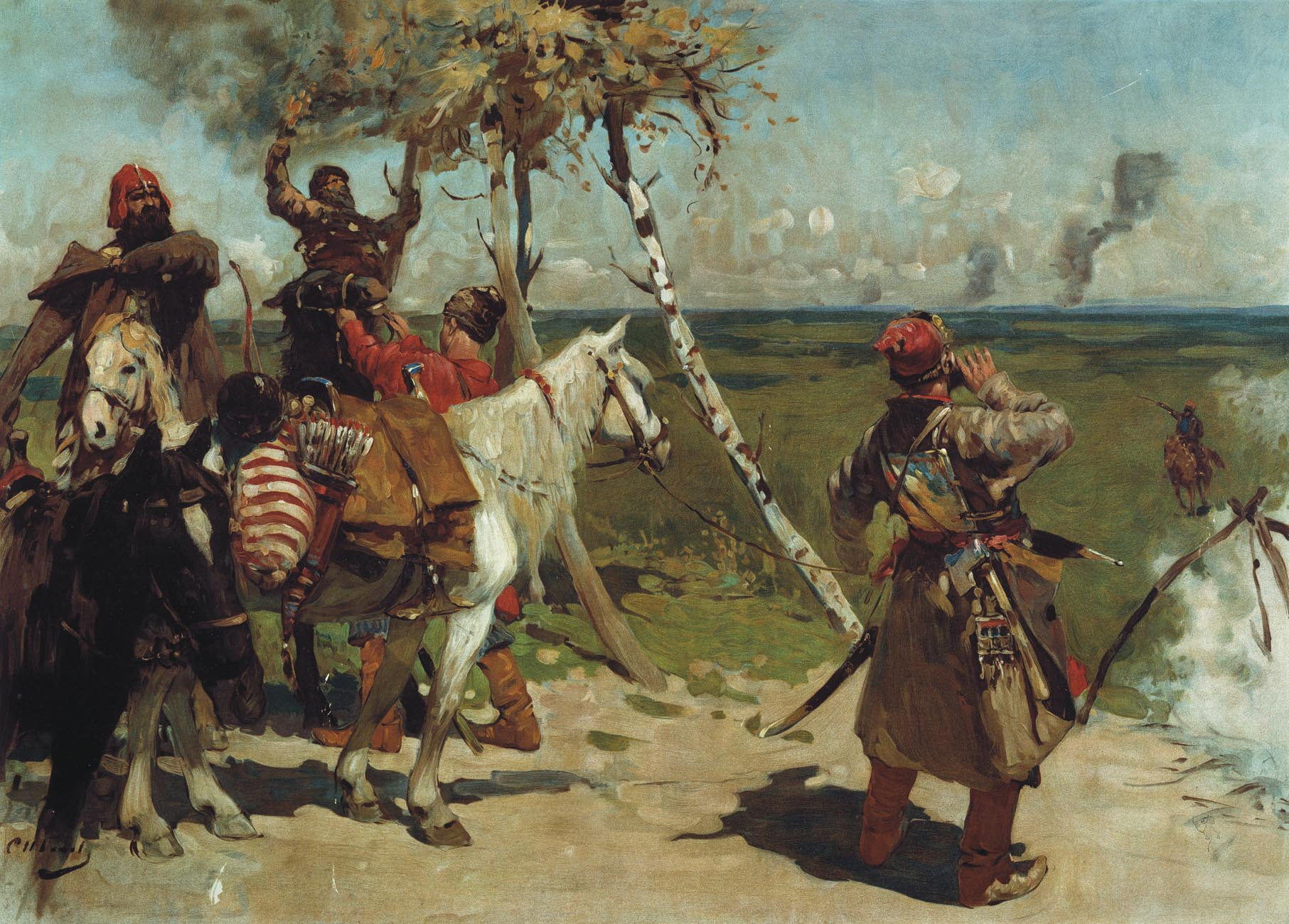
南部国境の風景

結局、偽ドミトリー1世はモスクワに入城してゴドゥノフの息子フョードル2世を殺し、ツァーリとして戴冠した。その後、ロシアは大動乱（Смутное Время）として知られるうち続く混乱の時代に入った。ツァーリによるボヤーレへの迫害、都市民の抑圧、徐々に進む小作農たちの農奴への転落といった、権力保有者をツァーリのみ限定させ集中させるための国家的努力は、多くの社会勢力にとって快いものではなかった。専制政治に代わる体制を生みだせないまま、不満なロシア人たちは次々に現れる僭称者たちの下に結集した。この時期、政治的活動の最終目標はその時の専制者に対する影響力を獲得するか、専制者そのものにとって代わることであった。ボヤーレは内輪もめを続け、下層階級は無定見に反乱を起こし、外国軍が首都モスクワのクレムリンを占拠した。こうした状況は、ツァーリズムこそがロシアの秩序と一体性を回復するのに必要な体制であると、多くの人々に信じさせる素地をつくることになった。
大動乱は、ツァーリの座を巡って互いに対立するボヤーレ派閥による陰謀や、ポーランドやスウェーデンといった近隣諸国の介入、イヴァン・ボロトニコフの率いる民衆の中の過激不満分子などによる、内戦の様相を呈していた。偽ドミトリー1世と彼を支えるポーランド軍守備隊は滅ぼされ、ボヤーレの一人ヴァシーリー・シュイスキーが1606年にツァーリとなった。自らの地位を維持するためにシュイスキーはスウェーデンと同盟を結び、このことがイングリア戦争を引き起こすことになった。続いて現れた僭称者偽ドミトリー2世はやはりポーランド人と結託し、モスクワの城壁にまで迫り、トゥシノの村に偽宮廷を組織した。
1609年、ポーランドは公然とロシアへの介入を開始し、シュイスキーを捕えてクレムリンを占拠した（ロシア・ポーランド戦争）。一部のボヤーレがポーランドと和平条約を結び、ポーランド王ジグムント3世ヴァザの息子ヴワディスワフをツァーリに推戴した。1611年には偽ドミトリー3世がスウェーデン占領地域に現れたが、間もなく捕えられて処刑された。ポーランド軍の駐留に対する不満はロシア人の間に愛国心を喚起させた。商人ストロガノフ家の資金援助と正教会の祝福を受けた義勇軍がニジニ・ノヴゴロドで組織され、ドミトリー・ポジャルスキー公とクジマ・ミーニンに率いられてクレムリンからポーランド軍を追い出した（ru:Первое народное ополчение、ru:Второе народное ополчение、モスクワの戦い）。

## 17世紀

### ロマノフ家の統治

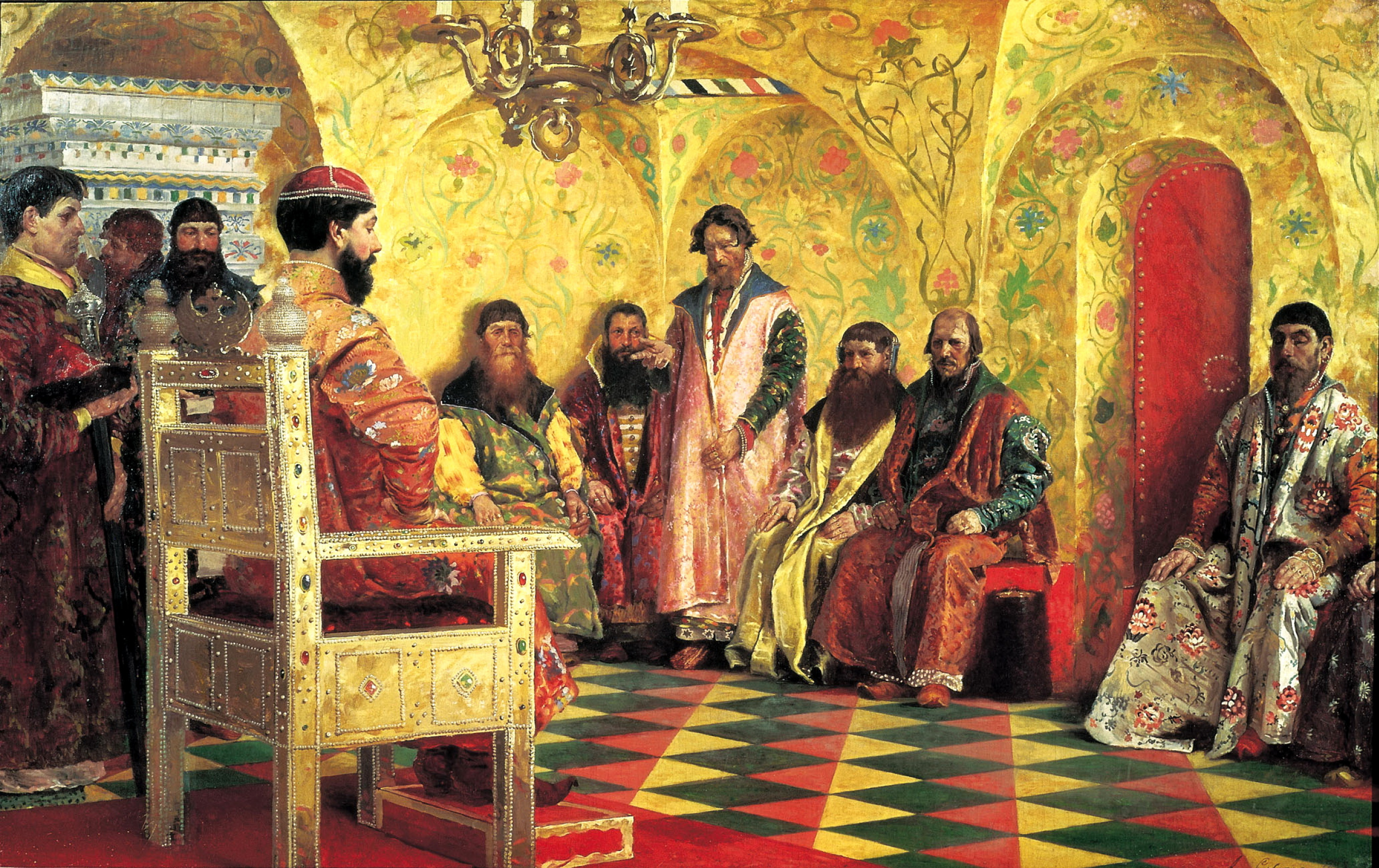
貴族会議に出席したツァーリ・ミハイル、アンドレイ・リャーブシュキン　1879年

1613年、ゼムスキー・ソボルは大貴族ミハイル・ロマノフをツァーリに選出し、300年にわたるロマノフ家による統治が始まった。新王朝にとっての喫緊の課題は秩序の回復であった。ロシアにとって幸運なことに、強大な敵国ポーランドとスウェーデンは互いに激しく対立して紛争を続けており、ロシアはこれを好機として1617年にはスウェーデンとの講和に持ち込むことが出来た。1605年から続いたロシア・ポーランド戦争は1618年のデウリノ条約によって終結し、ポーランド・リトアニア共和国はかつて1509年にリトアニア大公国が喪失したスモレンスクを含む地域を一時的に回復することが出来た。
ロマノフ家の初期の統治者たちは弱い立場にあった。ミハイルの治世は長い間、1619年からモスクワ総主教の座についたツァーリの実父フィラレートが国政の諸事を取り仕切った。1630年代にロシアを訪れたアダム・オレアリウスは、この国に関する豊富な情報を生き生きとした記述で伝え、彼の本は瞬く間にヨーロッパのさまざまな言語に翻訳された。
ミハイルの息子アレクセイ（在位1645年 - 1676年）も、当初はボリス・モロゾフに統治を一任していた。モロゾフは地位を利用して民衆に圧制をしいたため、1648年にモスクワで塩一揆が起きて更迭された。
ロシアはスモレンスクをポーランドから奪回しようとして失敗し、1634年に再度の講和が結ばれた（スモレンスク戦争）。ポーランド王ヴワディスワフ4世ヴァザは前任者ジグムント3世ヴァザの息子で、かつてロシアのボヤーレによってツァーリに推されたことがあったが、この戦争時の講和条約でツァーリ位への要求権を放棄した。

### 1649年の法典

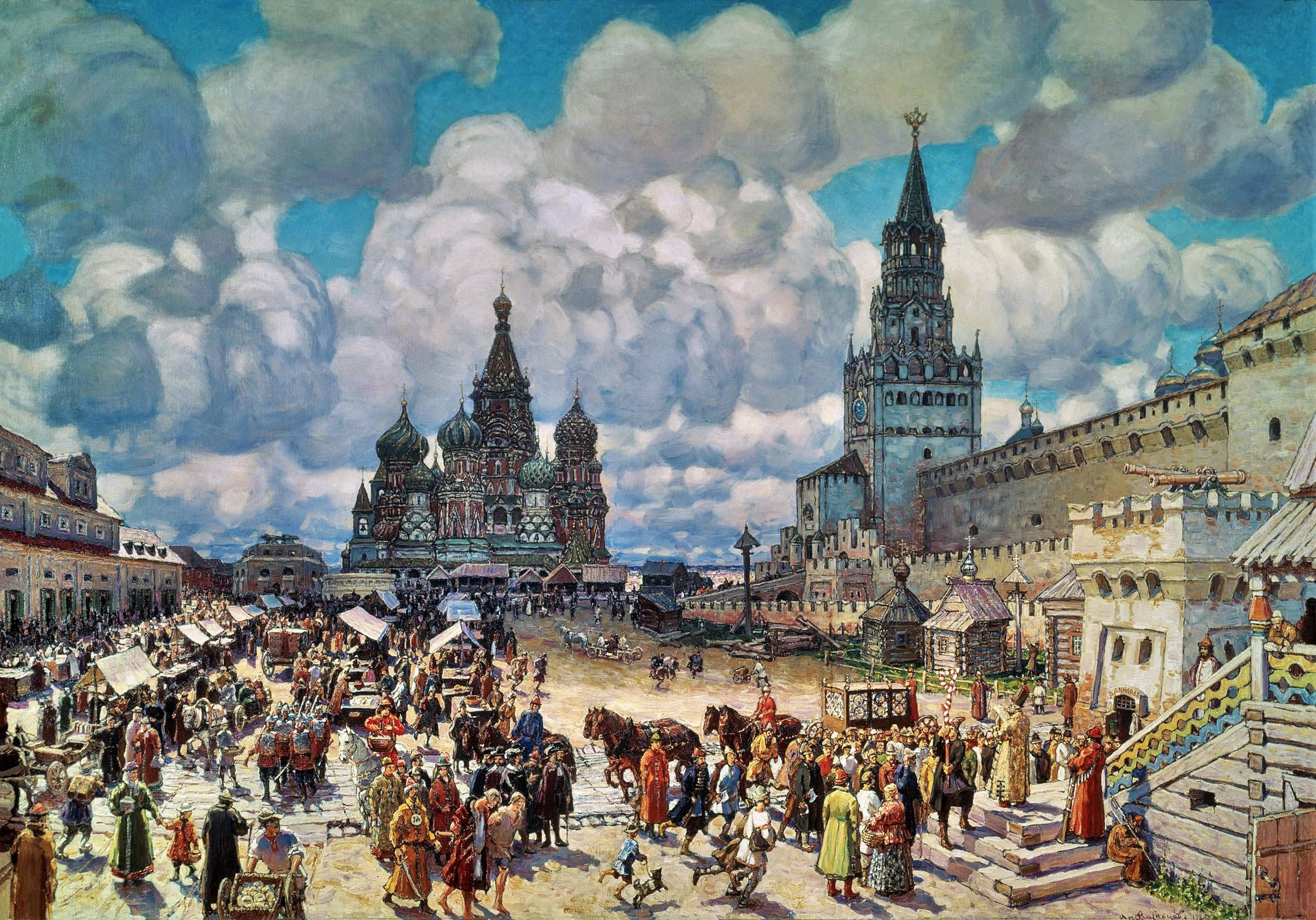
アポリナリー・ヴァスネツォフ「17世紀半ばの赤の広場」

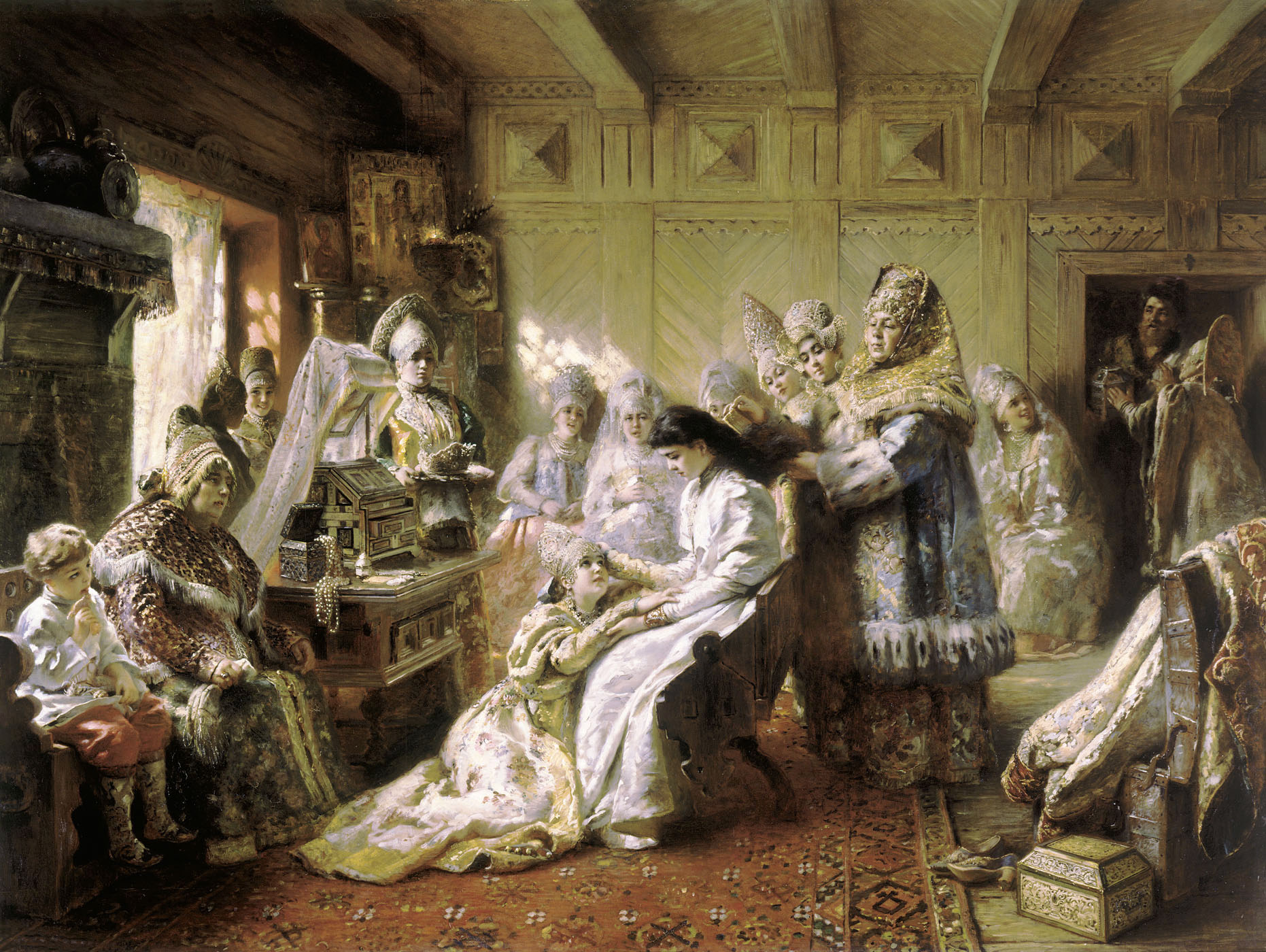
コンスタンチン・マコフスキー「ロシアの花嫁の盛装」

専制体制は動乱時代にも生き続けており、弱体なあるいは不正なツァーリの下で中央政府における官僚制は強まった。政府の役人達は次々に変わるツァーリの正統性や、ボヤーレ派閥によるツァーリ位をめぐる陰謀などお構いなしに、政府への忠勤に励んだ。17世紀に入ると、官僚制は飛躍的に拡大した。政府機関の各部署（プリカース）の数は1613年には22だったが、17世紀中葉には80になっていた。各部署はしばしば管轄領域が重なっていたため縄張り争いが起きていたが、中央政府は地方総督を通じて貿易商人、マニュファクチュアさらには正教会など国内の全社会勢力を支配し規制するようになっていた。
1649年に導入された包括的な会議法典（en）は、ロシア社会に対する国家支配の範囲を法によって示した。この法典が出されるまでに、ボヤーレ達は国家に隷属する従僕という新しいタイプのエリートに組み込まれ、「ドヴォリャンストヴォ」と呼ばれる新しい貴族階級を形成した。国家は新旧の貴族に奉仕を求めたが、彼らの任務とは基本的に、遊牧民に襲われる西部、南部の国境地帯を守ることであった。その代わり、貴族たちは領地と小作農を与えられた。16世紀、ロシア国家は徐々に農民が領主を選んで移動する権利を制限するようになった。1649年の法典は農民たちを土地に縛りつけた。
ロシア国家は農奴制を完全に正当化し、逃亡農民は国家からの逃亡者となった。領主は農民に対して絶対的な権力を持っていた。しかし国有地に住んでいる小作農たちは農奴とは見なされなかった。彼らは共同体単位に組織され、納税その他の義務を共同で負わされた。ただし、国有地小作人は農奴と同様に耕作地に縛られていた。都市の中産階級である商人と職人は税金を課され、移動を禁止されていた。全住民は軍事の徴兵と特別課税に合わせて区分けがなされていた。多くのロシア人が特定の居住区に繋がれたことで、1649年の法典は移動の自由を奪い、人々を国家の監視下においた。
この法典の下では、国家による課税が増えたり法的規制が強まったために、大動乱以来といえるほど社会的不満が高まりを見せた。1650年代から1660年代にかけて、逃亡農民の数は激増した。彼らが最も好んだ避難地のドン川流域は、ドン・コサックが支配する地域であった。この地では1670年から1671年にかけて大規模な反乱が起きた。ドン川のコサックの一人ステンカ・ラージンが、この地域で身を立てた富裕なコサックたちを率いて反乱をおこし、自由な土地を求める農奴たちを逃がした。予想外に起きた反乱はヴォルガ川流域を席巻し、首都モスクワを脅かした。ツァーリの軍隊が反乱を鎮圧した時点では、既に反乱者はヴォルガ川流域の主要都市の多くを占領し、彼ら反乱者の武勇伝はロシアの人々を魅了し、後々まで語り継がれた。ラージンは公の場で拷問され処刑された。

### ウクライナの獲得

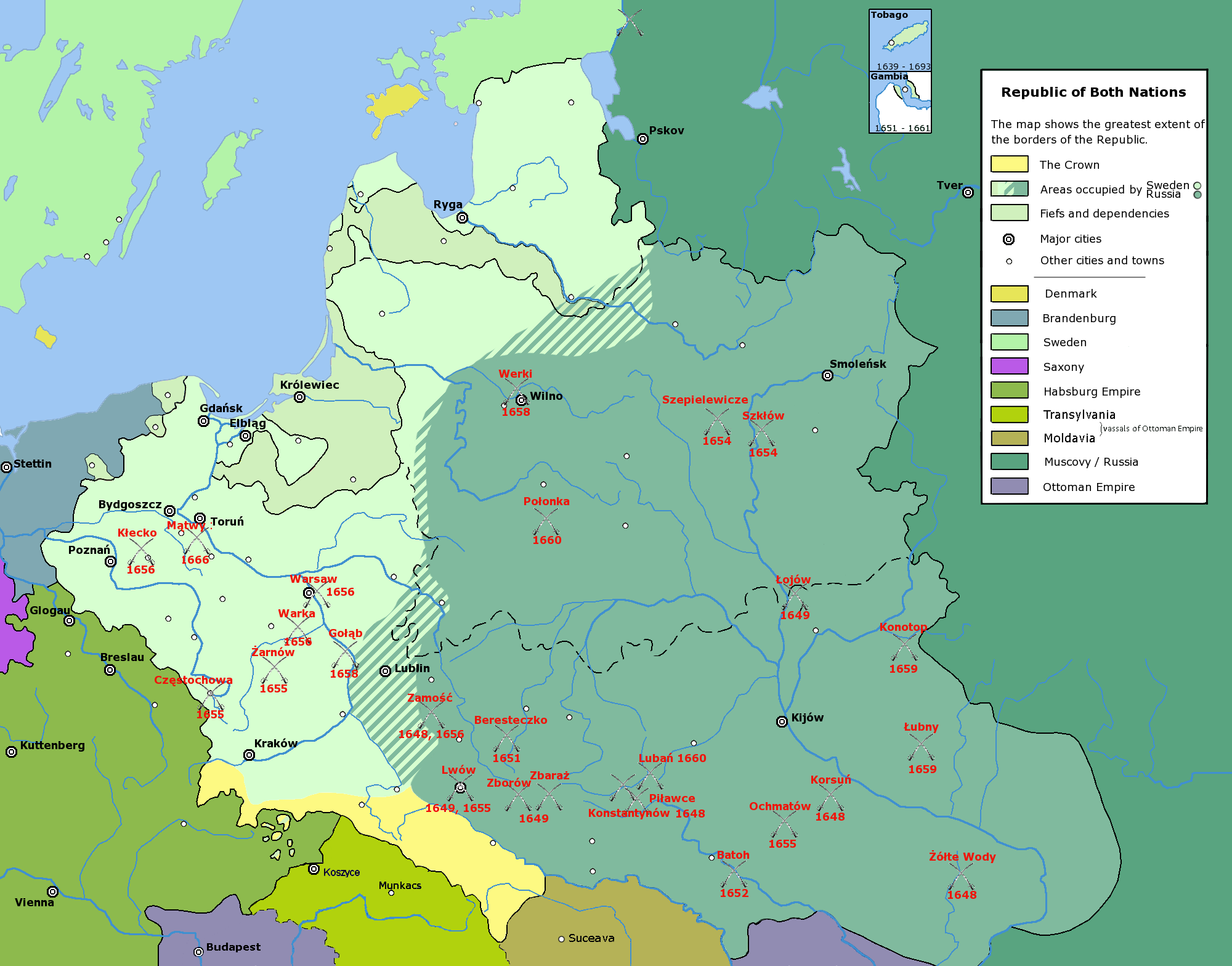
ポーランド・リトアニア共和国の東半を占領したロシア

ロシアは17世紀を通じて領域拡大を続けた。南西部では、それまでポーランド・リトアニア共和国の支配下にあったウクライナを獲得した。ザポロージャ・コサックの戦士たちは軍団を組織し、ポーランド、クリミア・タタール、ロシアが国境を接するフロンティア地域に暮らしていた。登録コサック軍としてポーランド軍に従軍していたにもかかわらず、ザポロージャ・シーチのコサック達は強く独立を望み、ポーランドに対する反乱を繰り返していた。
1648年、フメリニツキーの反乱が起きると、ポーランド支配下で社会的・宗教的圧迫に苦しんでいたウクライナの農民たちもこれに加わったため、反乱はかつてない大規模なものとなった（大洪水時代）。またウクライナ人たちはクリミア・タタールと同盟し、ポーランド支配からの脱却を目指した。その後、クリミア・タタールがポーランドに寝返ると、独立を保てなくなったウクライナ人は他国に軍事援助を求める必要に迫られた。
1654年、ウクライナの指導者ボフダン・フメリニツキーは、ロシアのツァーリ・アレクセイに対し、ウクライナ地方に対する保護を求めた。アレクセイの承認は1654年のペレヤスラフ条約で発効し、ポーランドとロシアの長期にわたる戦争を引き起こした（ロシア・ポーランド戦争）。休戦条約である1667年のアンドルソヴォ条約は、ウクライナをドニエプル川流域に沿って二分割し、西部地域（右岸ウクライナ）をポーランド領に戻し、東部地域（左岸ウクライナ）をヘーチマン国家として分離した上で、同地域をツァーリの宗主権下にある自治領とした。1670年6月24日、スチェパン・ラージンが反乱を起こし、アストラハンでコサック共和国を宣言。1671年にラージンは捕らえられ、モスクワの赤の広場で処刑された。

### 古儀式派

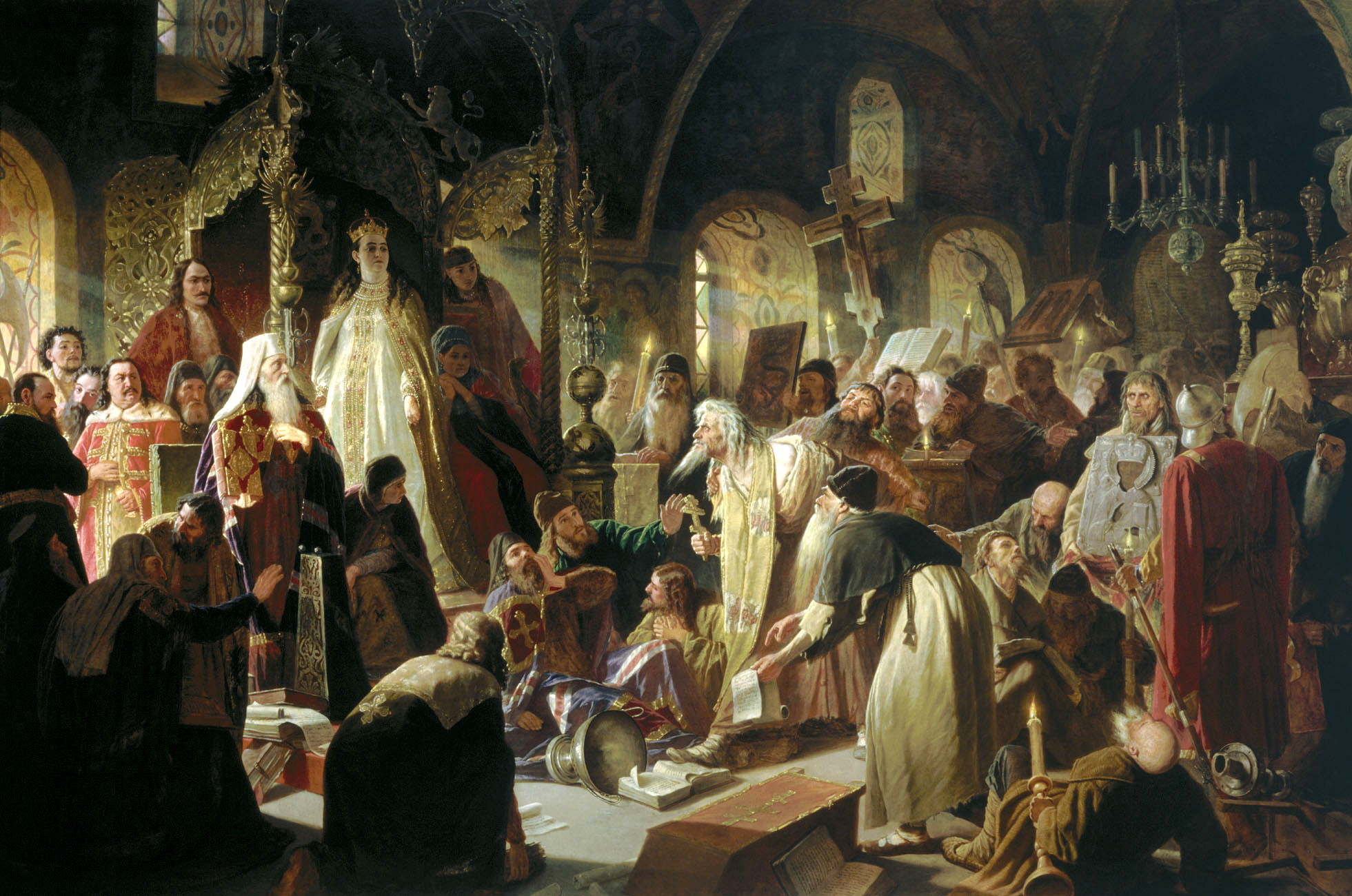
摂政ソフィアの前で総主教イオアキムと教義変更の有無について論争をする、古儀式派のニキータ・プストスヴャト

ロシアにおける南西地域の拡大、特に東部ウクライナの併合は予期せぬ収穫であった。大部分のウクライナ人は正教徒だったが、彼らはローマ・カトリックおよびポーランドの対抗宗教改革と深く関わってきており、こうした経験が彼らに西欧の知的潮流をもたらしていた。キエフ・モヒラ・アカデミーを通じて、ロシアはポーランドおよびその他の中央ヨーロッパの国々、およびより多くの正教会世界と交流を持つようになった。ウクライナが持つ交流の幅は様々な分野におけるロシアの文化的創造力を刺激した一方で、ロシアの伝統的な宗教実践や文化を蝕んだ。ロシア正教会は自分達の典礼書や宗教実践が知らず知らずのうちにコンスタンティノープルのそれと乖離してしまったことに驚いた。
モスクワ総主教ニーコンは、ロシアの典礼書をギリシア式と一致させることを決断した。ところがニーコンは、ギリシア式との一致は正教ではない堕落したカトリックの不適切な流儀の侵入、悪魔の所業であると考える多数のロシア人から烈しい抗議を受けた。彼らは1551年の百章会議において公式に確立された伝統的な典礼こそが正しく、また、典礼は単なる形式ではなくそれぞれ古来から伝わりかつ百章会議で認められた重大な意義を持つため、その変更は重大な教義の歪曲であると考えていた。ニーコンによるロシア正教会の改革（古儀式派の観点から見ると破壊）は、1667年2月10日に反ニーコン派のen:Joasaphus IIが総主教に即位した結果、シスマ（教会分裂）を引き起こした。改革を受け容れない反ニーコン派の人々は古儀式派（「ラスコーリニキ」及びその訳語の「分離派」は主流派教会側からの蔑称）と呼ばれ、彼らは主流派ロシア正教会（古儀式派側からみるとニーコン派教会）及び国家から異端として断罪され苛烈な迫害を受けた。1682年4月24日、古儀式派の有力な指導者の一人だった長司祭アヴァクームは、火刑に処せられた。教会分裂は決定的なものとなり、多くの商人や小作農が古儀式派教会に加わった。
ツァーリの宮廷もウクライナおよび西欧の影響から免れなかった。キエフは府主教ペトロー・モヒラによって創設された学術性の高さで名高いキエフ・モヒラ・アカデミーを通じて、新しい知識や思想の伝達装置の役割を果たした。この新知識のロシアへの流入は、バロック様式の建築、文学、シモン・ウシャコフのイコン制作などに結実した。その他にロシアと西欧との直接のパイプとなったのは国際貿易の進展とそれに伴って増加した外国人の到来である。ツァーリ宮廷は西欧の進んだ技術に興味を示し、特に軍事部門での革新には熱心だった。17世紀の終わりまでに、ウクライナ、ポーランド、そして西欧の文化の浸透は（少なくとも上流階級については）ロシアの伝統文化への固執を失わせ、抜本的な西欧化改革への準備を整えた。

### シベリアの征服

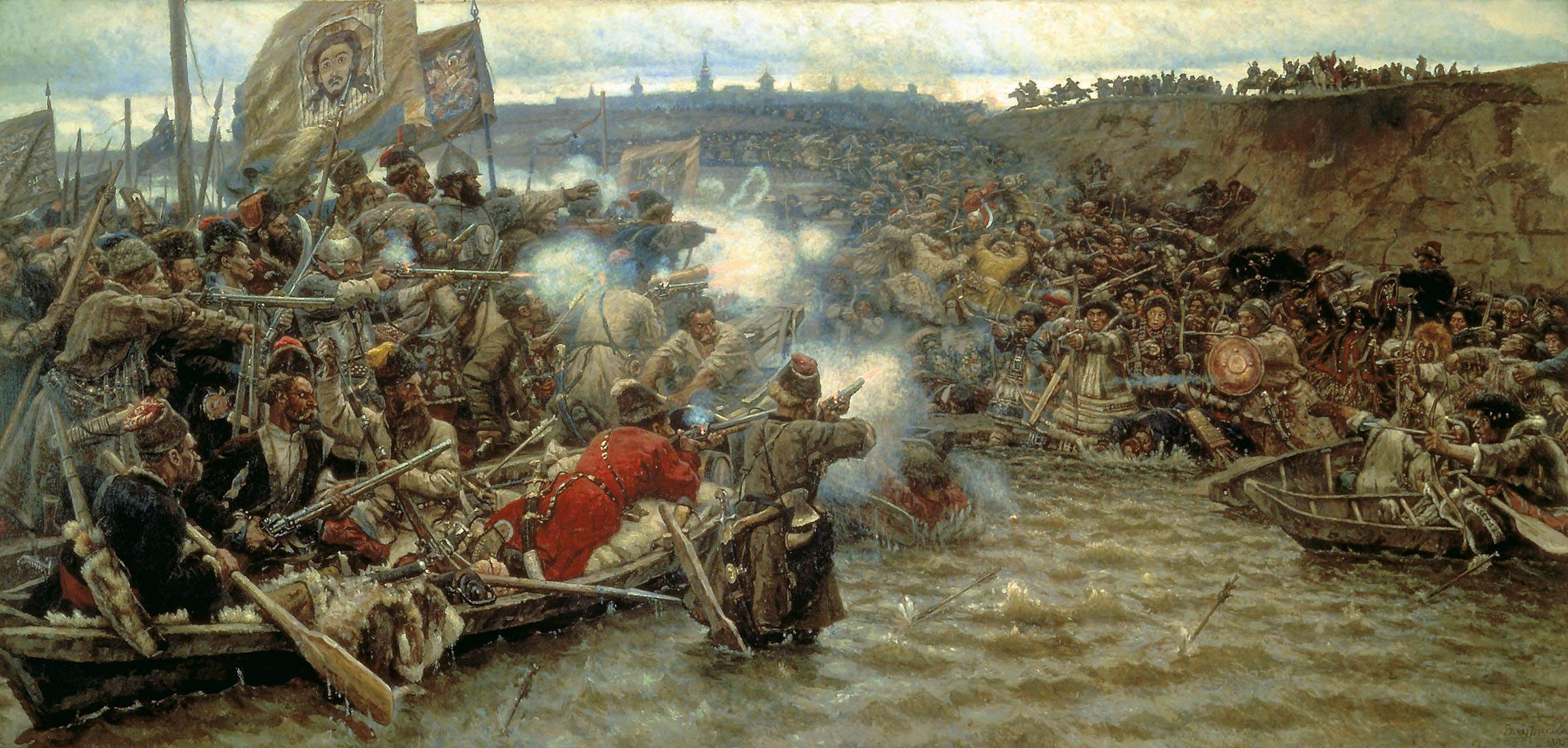
ヴァシーリー・スリコフ「イェルマークによるシベリア征服」

東方への領域拡大は比較的大きな抵抗を受けないまま進んだ。1581年、商人ストロガノフ家は毛皮貿易に関心を抱き、コサックの首領イェルマークを雇って西シベリアへの遠征を行わせた。イェルマークはシビル・ハン国を征服し、オビ川とイルティシュ川以西をロシア領と宣言した。マンガゼヤを始めとする拠点から、商人、交易業者、探検家たちがオビ川、エニセイ川、レナ川　さらに太平洋岸へと東に進んでいった。1648年、探検家のセミョン・デジニョフは北極海からベーリング海峡に入り、アメリカ大陸とアジア大陸のと間が通航可能だということを発見した。
17世紀半ばまでに、ロシア人はアムール川流域の、清朝が支配を狙う地帯に到達した。ヴァシーリー・ポヤルコフやエロフェイ・ハバロフらによる満州北部のアムール川流域での清朝政府との清露国境紛争を経て、ツァーリ・アレクセイ・ミハイロヴィチのロシアは1689年に清の康熙帝と和平を結んだ。ネルチンスク条約により、ロシアはアムール川流域に対する要求を取り下げたが、バイカル湖の東に接する地域および北京との交易ルートを獲得した。清との和平は同世紀中葉に実現した太平洋への到達ルート（オホーツク海の拠点オホーツク、そこからのカムチャツカ半島への航路）を安定させた。

## 初期の帝国

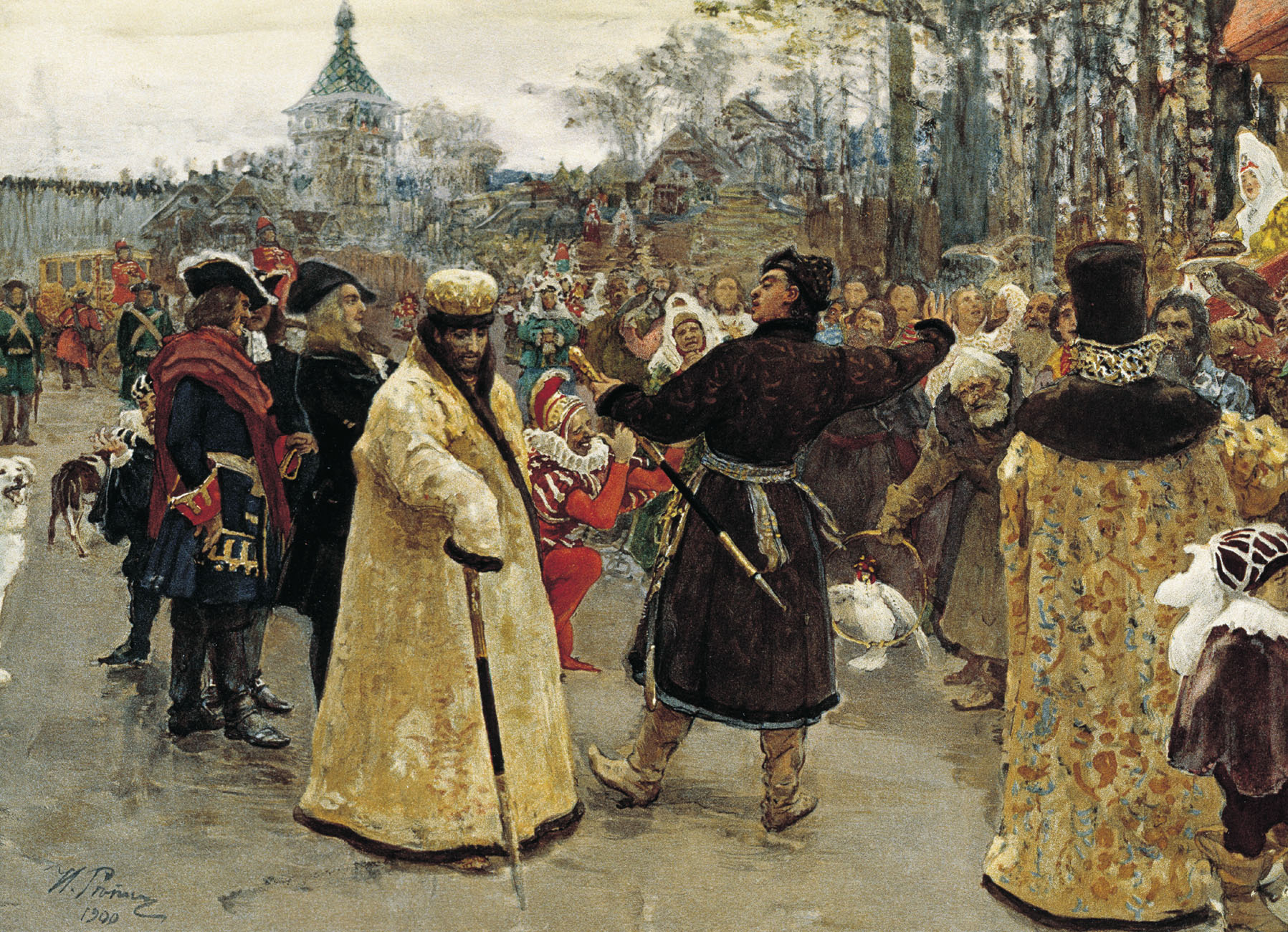
イリヤ・レーピン「2人のツァーリ、イヴァン5世（左）とピョートル1世」

18世紀に入ると、ロシアは静的でやや孤立した伝統的な国家から、より動的で部分的に西欧化した世俗的な帝国へと変貌した。この変化の原因をピョートル1世の先見性、エネルギー、決断力に求めるのは決して的外れではない。歴史家たちはピョートル個人がロシアを変えたという主張には反対しているが、彼が2世紀にわたって続いたロシア帝国の基盤を構築したという点については一致した見解を示している。
ピョートルの治世に、ロシアは初めてヨーロッパの大国の一つとしてその存在感を示した。1700年から20年続いた大北方戦争はその契機となった。この戦争でロシアはバルト海地域へ進出し、18世紀半ばには北欧や東欧一帯の支配権を確立した。この時代にロシアは内外に帝国と呼びうる内状を帯びていった。しかし19世紀には覇権国として政治面での中心的な役割を果たしつつも、農奴制を維持したことは経済的発展の大きな妨げとなっていた。18世紀後半、西ヨーロッパが産業革命による経済的成長を続けている一方、ロシアは帝国を支える巨大な権力が足枷となり、徐々に衰えを見せ始めていた。